# Bataille du château d'Utsunomiya
Guerre de Boshin
La bataille du château d'Utsunomiya (宇都宮城の戦い, Utsunomiyajo no tatakai) oppose l'armée impériale et les forces du shogunat Tokugawa à Utsunomiya en mai 1868, durant la guerre de Boshin. Elle se déroule alors que les troupes de Tokugawa se replient vers Nikkō et la région d'Aizu. Elle se solde par une victoire impériale.

## Contexte
Eu début du printemps 1868, d'anciens vassaux des Tokugawa emmenés par Ōtori Keisuke et Hijikata Toshizō quittent en masse la capitale shogunale d'Edo et se rassemblent au Kōnodai (国府台). Il s'y trouve également quelques hommes d'Aizu commandés par Akizuki Noborinosuke et des troupes de Kuwana commandées par Tatsumi Naofumi, ainsi qu'une poignée de survivants du shinsen gumi, comme Shimada Kai. Alors que beaucoup d'entre eux sont des samouraï, on compte aussi parmi eux de nombreux membres d'autres classes sociales, en particulier sous le commandement direct d'Ōtori. Leur objectif est Utsunomiya, une ville fortifiée sur la route du nord vers Nikkō et Aizu, qui est une position d'une importance stratégique vitale. Toda Tadatomo, le daimyō d'Utsunomiya, est absent car il a été chargé par Tokugawa Yoshinobu de se rendre à Kyoto et de présenter une lettre d'excuses et de soumission. À son arrivée à Ōtsu, Toda rencontre les forces de Satsuma-Chōshū et se retrouve à l'isolement car un tel message s'il parvenait aux oreilles de l'empereur Meiji donnerait lieu à un pardon prématuré qui compliquerait les objectifs militaires de l'alliance anti-Tokugawa. Cette situation laisse Utsunomiya entre les mains de Toda Tadayuki, le prédécesseur à la retraite de Tadatomo, qui préconise également la reddition mais n'est pas engagé dans les efforts de l'ancien shogunat.

## Événements précipitant la bataille
Dans les jours précédant l'attaque, les forces de l'ancien Shogunat se déplacent rapidement de château en château dans la zone et Hijikata s'empare de deux domaines dans la province de Hitachi — Shimotsuma et Shimodate — les 7 et 8 mai. Cependant, comme ces domaines sont petits et que leur daimyo ont fui, ils ne possèdent pas grand-chose en termes d'argent ou de fournitures et Hijikata n'est pas en mesure de se procurer ce qu'il espérait. Presque simultanément, une émeute paysanne éclate à Utsunomiya, donnant aux forces de l'ancien shogunat l'occasion idéale de frapper, occasion qu'elles saisissent sans délai. Les forces d'Ōtori lancent leur attaque sur le château le matin du 10 mai 1868, affrontant la force impériale combinée composée de troupes de Matsumoto (province de Shinano, 60 000 koku), Kurohane (province de Shimotsuke, 18 000 koku), Mibu (province de Shimotsuke, 18 000 koku), Iwamurata (province de Shinano, 18 000 koku), Susaka (province de Shinano, 12 000 koku), Hikone (province d'Ōmi, 350 000 koku), Ōgaki (province de Mino, 100 000 koku), Utsunomiya (province de Shimotsuke, 77 000 koku) et Kasama (province de Hitachi, 80 000 koku). Le château tombe le même jour et Toda Tadayuki s'enfuit à Tatebayashi. Ōtori, à la tête de l'élément principal de l'armée, pénètre dans le château le 20 et ses forces vident le riz stocké dans le château et le remettent aux habitants de la ville, qui, comme indiqué précédemment, sont révoltés depuis plusieurs jours.
Des efforts sont faits pour renforcer la position des forces d'Ōtori. Les hommes de celui-ci, à présent réunis à la force de Hijikata, ainsi que d'autres tel que l'unité Seiheita de Nagakura Shinpachi, ancien membre du shinsen gumi, se déplacent vers le nord en direction de Mibu où ils ont l'intention de se cacher et d'attendre. Cependant, ils découvrent à leur arrivée que les forces de Satsuma ont déjà pris le château. Les troupes de Satsuma, surprises par l'apparition soudaine de l'ennemi, se retirent dans le château de Mibu et préparent une défense; et tandis que les assaillants ont l'intention de mettre le feu à la jōkamachi (ville-château), une pluie torrentielle commence et rend impossible ce projet. Malgré tous leurs efforts, cette unité combinée n'est pas en mesure de prendre le château de Mibu et se retire à Utsunomiya après avoir subi un total de 60 hommes tués et blessés, dont huit officiers.
En provenance du sud, l'armée impériale, avec les forces de Satsuma et Ōgaki ouvrant la voie, avancent dans la direction nord-est sur la route du Mibu-Kaidō le 14 mai et lancent une contre-attaque qui aboutit à la reprise du château d'Utsunomiya le même jour.
Face à la défaite, les forces d'Ōtori se retirent vers le nord, via Nikkō, en direction d'Aizu.

## Postérité
Bien que le domaine d'Aizu a précédemment préconisé une reddition et une négociation pacifique dans un premier temps et la résistance dans un second temps, l'entrée d'un nombre considérable de partisans de l'ancien shogunat après leur retraite d'Utsunomiya, force la main du domaine et l'entraîne vers la résistance armée :

« ... les soldats du shogunat, qui ont soutenu une guerre continue, commencent à décamper en masse, laissant Edo aux mains des forces d'Aizu, ce qui nécessite que la position d'Aizu soit modifiée pour correspondre à une position pro-guerre. Des hommes tels que le conseiller principal Saigō Tanomo et le magistrat de l'agriculture Kawahara Zenzaemon continuent à presser pour l'allégeance et la soumission mais ils ne sont pas entendus et les nuages de la guerre s'étendent sur le nord du Japon. »

Des années plus tard, Ōtori rédige un compte-rendu de la bataille intitulé Nanka Kikō (南柯紀行), qui paraît dans le Kyū Bakufu (舊幕府), magazine consacré à la documentation de l'histoire du Bakumatsu et à la publication duquel il contribue.

## Source de la traduction
- (en) Cet article est partiellement ou en totalité issu de l’article de Wikipédia en anglais intitulé « Battle of Utsunomiya Castle » (voir la liste des auteurs).